# 李佳芯 (中国大陆)
李佳芯（1987年8月2日—），满族人（含八分之一犹太血统），中国女演员，毕业于中央戏剧学院及广州星海音乐学院。现就职于中国煤矿文工团话剧团，出演过多部电视剧和电影。

## 参演电视剧

### 2004年
- 炊事班的故事
- 别问我是谁
- 远东特遣队

### 2005年
- 趟过女人河的男人 饰 刘真

### 2006年
- 铁道游击队 饰 二妞

### 2007年
- 男人立正 饰 马兰

### 2008年
- 天下兄弟 饰 小桃
- 派出所的故事 饰 佳佳

### 2009年
- 潜龙行动 饰 刘红红
- 说出你的秘密 饰 龚妍妍

### 2010年
- 笑脸 饰 小樱花
- 瞒天过海 饰 娜娜
- 满秋 饰 小柳

### 2011年
- 惊情48小时 饰 董欣
- 雾都 饰 林红
- 错恨 饰 赵金子

### 2012年
- 道高一尺 饰 党玉娥
- 终极抓捕 饰 董欣

### 2013年
- 快乐的方式不止一种

## 参演电影
- 《黄河口儿女》 饰 丁秀青
- 《巧错结良缘》
- 《变色龙》
- 《伙伴》
- 《查账》
- 《雏鹰》[2]

## 参演话剧
- 《雷雨》 饰 四凤
- 《地质师》 饰 曲丹
- 《打春》 饰 温卿
- 《天使的祝福》
- 《我们需要一个新的梦》[3]

## 奖项
- 广播剧《胜诉》飞龙杯二等奖
- 广播剧《一百个中国孩子的梦》二等奖